# Portada/efemèride desembre 12
Victorina Durán
« 11 de desembre · 12 de desembre · 13 de desembre »